# European Touring Car Cup
De FIA European Touring Car Cup is een raceklasse voor toerwagens, die in 2005 is opgericht. De klasse moet niet worden verward met het European Touring Car Championship, aangezien deze klasse in 2004 is opgeheven en is overgegaan in de naam World Touring Car Championship. Waar de Cup vanaf de oprichting kon worden gewonnen in een zogenaamde one-off race, is er vanaf 2010 een mini-kampioenschap bestaand uit drie races.

## Deelname
Om deel te mogen nemen aan het kampioenschap dient het team deel te nemen aan een landelijk toerwagenkampioenschap, dat moet voldoen aan de S2000-, S1600- of Super Production-reglementen. De kampioenschappen die aan deze eisen voldoen zijn de volgende:
- Baltische staten ( Estland,  Letland,  Litouwen) - Baltic Touring Car Championship
- Denemarken - Danish Touring Car Championship
- Duitsland - ADAC Procar Series
- Finland - Finnish Touring Car Championship
- Italië - Italian Superturismo Championship
- Portugal - Portuguese Touring Car Championship
- Rusland - Russian Touring Car Championship
- Zweden - Swedish Touring Car Championship
- Verenigd Koninkrijk - British Touring Car Championship